# Algérie, histoires à ne pas dire
Algérie, histoires à ne pas dire es una película del año 2007.

## Sinopsis
Cuando se declara la independencia en 1962, las comunidades minoritarias de origen judío y europeo abandonan Argelia. Cuatro personajes de origen musulmán en busca de una verdad sobre sus propias vidas, evocan los últimos decenios de la colonización francesa, los años de la guerra, de 1955 a 1962. Entre odios y amistades, nos hacen viajar por una memoria ocultada, la de las relaciones con sus vecinos judíos y cristianos. Revisan los mitos fundacionales de la nueva Argelia, pero, ¿conseguirán llegar hasta el final de sus propias leyendas?